# Acrocrypta fulva
Acrocrypta fulva es un coleóptero de la familia Chrysomelidae.
Fue descrita científicamente por primera vez en 1993 por Medvedev.